# Opius nories
Opius nories är en stekelart som beskrevs av Fischer 1984. Opius nories ingår i släktet Opius och familjen bracksteklar. Arten är reproducerande i Sverige. Inga underarter finns listade i Catalogue of Life.